# Norgesmesterskabet i boksning 1925
Norgesmesterskabet i boksning 1925 blev arrangeret 28-29. marts af Oslo Boksekrets i Turnhallen, Oslo.

## Medaljevindere
Kongepokalen kunne vindes i vægtklassen fluevægt og blev vundet af Fredrik Sofus Michelsen.

### Herrer
| Vægtklasse: | Guld:                           | Sølv:                   | Bronze: |
| Fluevægt    | Fredrik Sofus Michelsen, Ørnulf | Oddmund Gravem, Brage   |         |
| Bantam      | Peter Olai Sandstøl, Turnf.     | Bjarne Arntsen, Freidig |         |
| Fjervægt    | Axel Johannes Norman, KAK       | Heier                   |         |
| Letvægt     | Rudolf Georg Michelsen, Ørnulf  | Kristoffer Nilsen, KAK  |         |
| Weltervægt  | Aage Steen, Brage               | Haakon Hansen, KAK      |         |
| Mellemvægt  | Edgar Christensen, Ørnulf       |                         |         |
| Letsværvægt | Erling Gran Henriksen, KAK      | Skedsmo                 |         |
| Sværvægt    | Johan Fog Clementz, Tjalve      | Herholm, Tjalve         |         |